# Bujor Hălmăgeanu
Bujor Hălmăgianu (n. 14 februarie 1941, Timișoara, România – d. 23 noiembrie 2018) a fost un fotbalist și antrenor român. În perioada de activitate ca fotbalist a jucat peste 200 de meciuri în prima divizie a României, fiind selecționat de 17 ori în echipa națională. În 1968 a fost campion al României cu echipa Steaua București. A câștigat de 6 ori Cupa României.